# Wilaya de Tizi Ouzou
Pour les articles homonymes, voir Tizi Ouzou (homonymie).
La wilaya de Tizi Ouzou (en kabyle : Agezdu n Tizi Wezzu, en caractères tifinaghs : ⴰⴳⴻⵣⴷⵓ ⵏ ⵜⵉⵣⵉ ⵡⴻⵣⵣⵓ ; en arabe : ولاية تيزي وزو) est une wilaya algérienne située dans la région de la Kabylie en plein cœur du massif du Djurdjura. Elle est divisée administrativement en 67 communes et 21 daïras.
La wilaya de Tizi Ouzou s'étend sur 2 992,96 km2. La population résidente telle qu'évaluée lors du recensement de 2008 est de 1 127 607 habitants. La densité atteint 381,21 habitants au km2.

## Géographie

### Localisation
La wilaya de Tizi Ouzou est située au Nord de l'Algérie, dans la région de la Kabylie, elle est délimitée :
- à l'ouest par la wilaya de Boumerdès ;
- au sud par la wilaya de Bouira ;
- à l'est par la wilaya de Béjaïa ;
- au nord par la mer Méditerranée.

|                     | Mer Méditerranée     |                  |
| Wilaya de Boumerdès | wilaya de Tizi Ouzou | Wilaya de Béjaïa |
|                     | Wilaya de Bouira     |                  |

### Relief

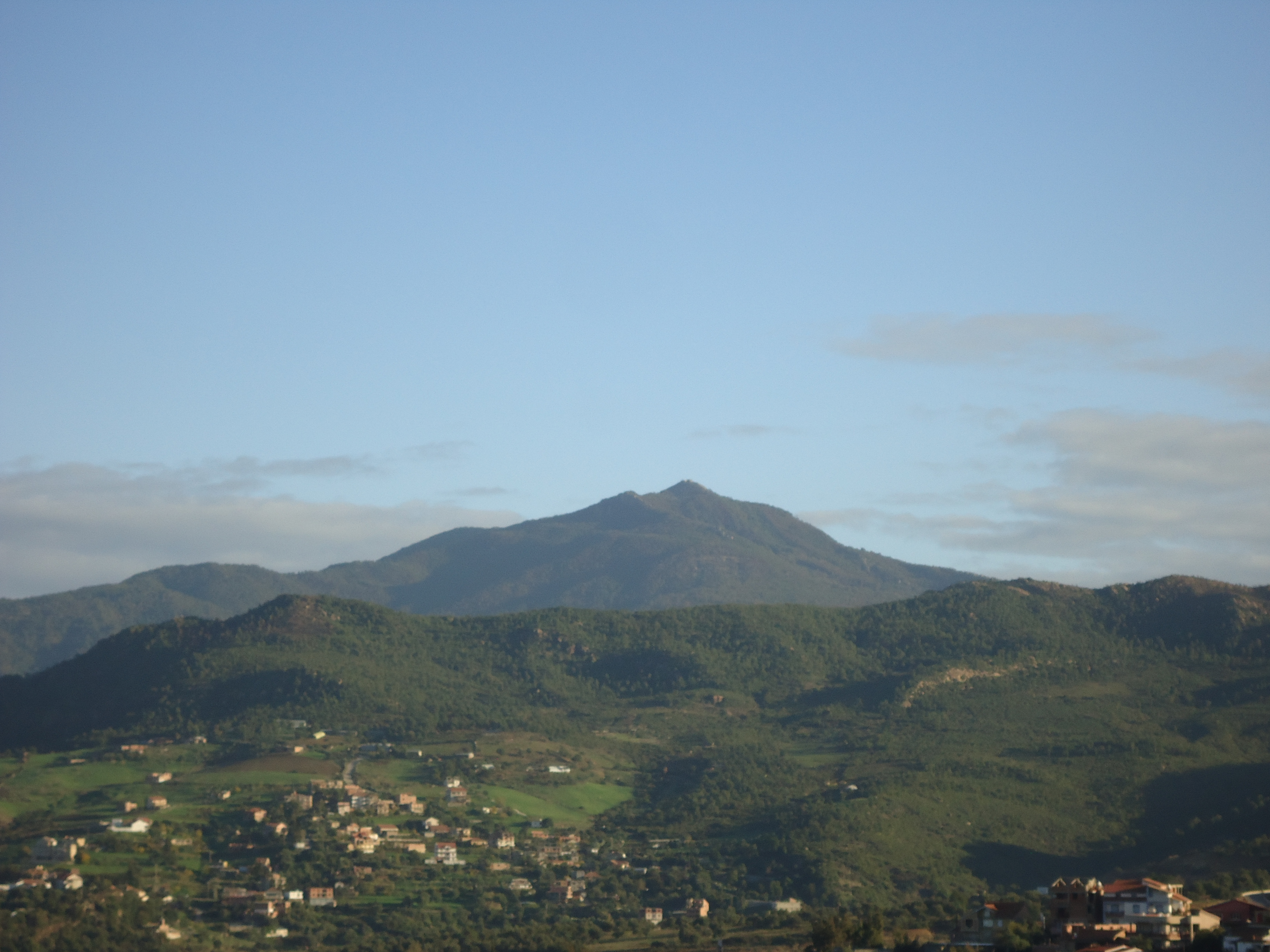
Vue sur le Mont Tamgout qui culmine à 1252 m

La chaîne côtière comprend approximativement le territoire situé de la rive droite du Sebaou jusqu’à la mer, soit la totalité des communes relevant des dairates de Tigzirt, Makouda, Ouaguenoun, Azeffoun et Azazga, ainsi que la commune de Sidi Namane rattachée à la Daïra de Draâ Ben Khedda (21 communes au total)
Le massif central est situé entre le Sebaou et de Draâ El Mizan, Ouadhia. Il a des limites moins nettes à l’est où il bute contre le Djurdjura. Il comprend presque la totalité des daïras de Drâa-Ben-Khedda, Larbâa-Nath-Irathen, et une partie des daïras de Drâa-El-Mizan, Mâatkas , Boghni et Aïn-El-Hammam. Le massif central est ancien (Ère primaire) et se distingue par des formes tantôt larges et arrondies du fait de l’érosion et tantôt étroites et aiguës. Ses altitudes se situent en général entre 800 et 1 000 mètres. De nombreux oueds provenant du Djurdjura (Oued-Aissi, Ksari, Rabta) ont entaillé le massif, et les pentes sont presque toujours élevées (supérieures à 12 %).
La Djurdjura, souvent considéré comme synonyme de Kabylie et n’occupant en fait qu’une partie restreinte de la wilaya, dans sa partie méridionale. Une quinzaine de communes se trouvent en partie ou en totalité sur les contreforts de la chaîne, toutes comprises dans les daïras d’Aïn-El-Hammam, Béni-Yenni, Ouacifs, Boghni et Ouadhias.
La chaîne se déploie d’ouest en est dans la partie sud de la wilaya en une véritable barrière d’altitude souvent supérieure à 1 000 mètres. Quelques cols (Kouilal, Tirourda, Chellata) à l’importance stratégique et historique connue permettent de rejoindre aisément les régions de Béjaïa et de Bouira.

### Climat et Hydrographie

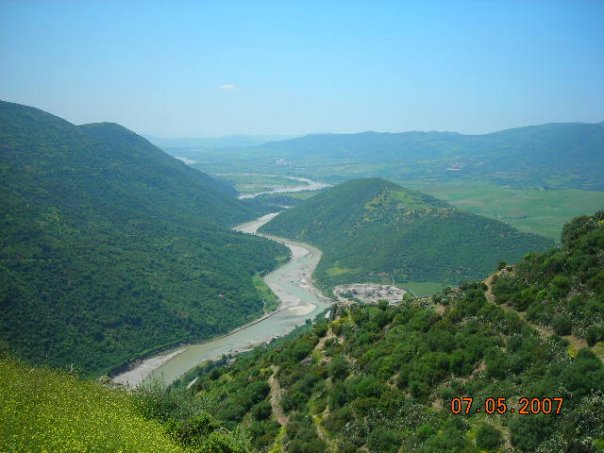
Le Sebaou depuis Akaouedj

Lors de la dernière décennie, la pluviométrie annuelle moyenne de la wilaya de Tizi Ouzou a varié entre 500 et 800 mm. Les étés sont très chauds, les hivers sont doux et pluvieux, l'ensoleillement est très élevé.
Le réseau hydrographique renferme deux grands bassins versants à savoir le bassin de Sebaou et le bassin côtier.

### Densité de la population

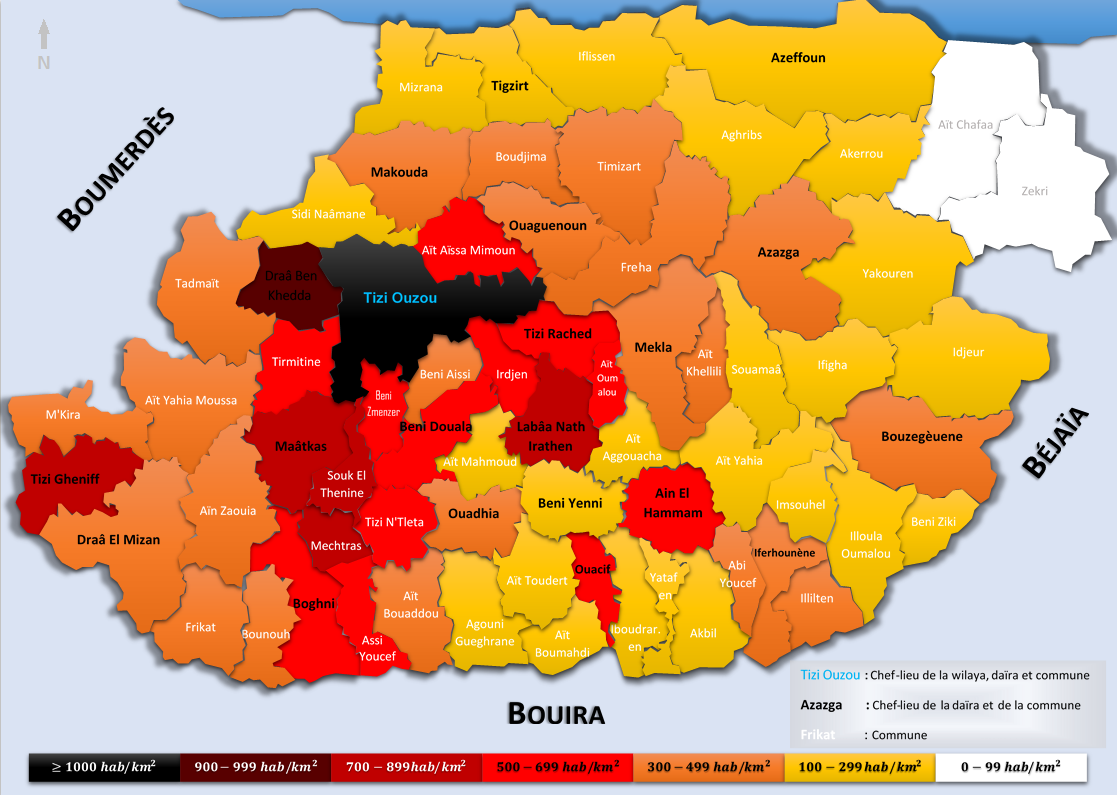
Densité de la population par commune, selon le recensement de 2008.

## Organisation de la wilaya

Organisation territoriale

À l’issue du dernier découpage administratif de 1984, la wilaya de Tizi-Ouzou compte 67 communes. C'est la wilaya d'Algérie qui compte le plus grand nombre de communes.

### Walis
| N° | Wali                       | Début             | Fin               |
| -- | -------------------------- | ----------------- | ----------------- |
| 1  | Akli Bellahcène            | juin 1962         | 23 novembre 1962  |
| 2  | Yacine Abdelhamid          | 23 novembre 1962  | 28 octobre 1963   |
| 3  | Ali Zamoum                 | 28 octobre 1963   | 1er octobre 1964  |
| 4  | Ahmed Zemirli              | 1er octobre 1964  | 16 mars 1966      |
| 5  | Mohand Saïd Mazouzi        | 16 mars 1966      | 21 mai 1968       |
| 6  | Ahmed Ali Ghazali          | 21 mai 1968       | 17 septembre 1974 |
| 7  | Mohamed Chérif Kharroubi   | 17 septembre 1974 | 8 mars 1979       |
| 8  | Hamid Sidi Saïd            | 1er juin 1979     | 30 janvier 1984   |
| 9  | Ahmed El Ghazi             | 30 janvier 1984   | 26 juillet 1989   |
| 10 | Abdelmadjid Tebboune       | 26 juillet 1989   | 21 août 1991      |
| 11 | Mostefa Benmansour         | 21 août 1991      | 30 juin 1994      |
| 12 | Mohamed Nadir Hamimid      | 24 juin 1994      | 22 août 1999      |
| 13 | Abdelkader Ouali           | 22 août 1999      | 4 août 2001       |
| 14 | Hocine Ouadah              | 4 août 2001       | 12 mars 2006      |
| 15 | Hocine Mazouz              | 12 mars 2006      | 30 septembre 2010 |
| 16 | Abdelkader Bouazghi        | 30 septembre 2010 | 22 juillet 2015   |
| 17 | Brahim Merad               | 22 juillet 2015   | septembre 2018    |
| 18 | Abdelhakim Chatter         | septembre 2018    | 11 avril 2019     |
| 19 | Mahmoud Djemaâ             | 11 avril 2019     | 25 août 2021      |
| 20 | Djilali Doumi              | 25 août 2021      | 5 novembre 2024   |
| 21 | Aboubakr Esseddik Boucetta | 5 novembre 2024   | en cours          |

### Daïras
La wilaya de Tizi-Ouzou compte 21 daïras.

### Communes
La wilaya de Tizi-Ouzou compte 67 communes.

## Religion

### Mosquées

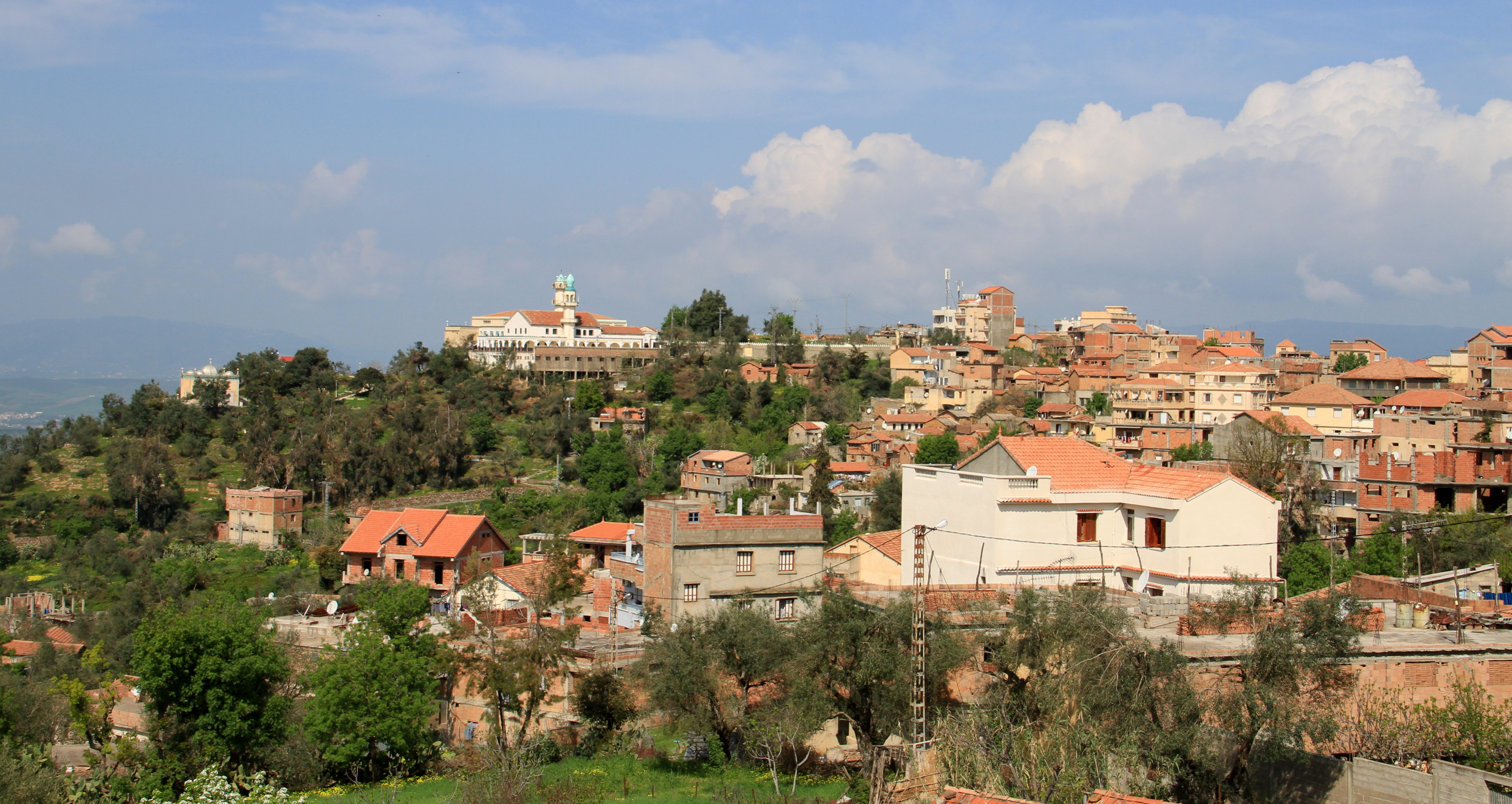
Vur la zaouïa de Cheurfa n'bahloul

- Mosquée El Atik
- Mosquée Arezki Cherfaoui
- Mosquée Lalla Saïda

### Zaouïas
- Zaouïa de Sidi Belloua
- Zaouïa de Bounouh
- Zaouïa de Larbaâ Nath Irathen (ar)
- Zaouïa de Sidi Sahnoun (ar)
- Zaouïa Cheurfa

### Cimetières
- Cimetière de Tizi Ouzou (Djebana M'Douha)

## Ressources hydriques

### Barrages

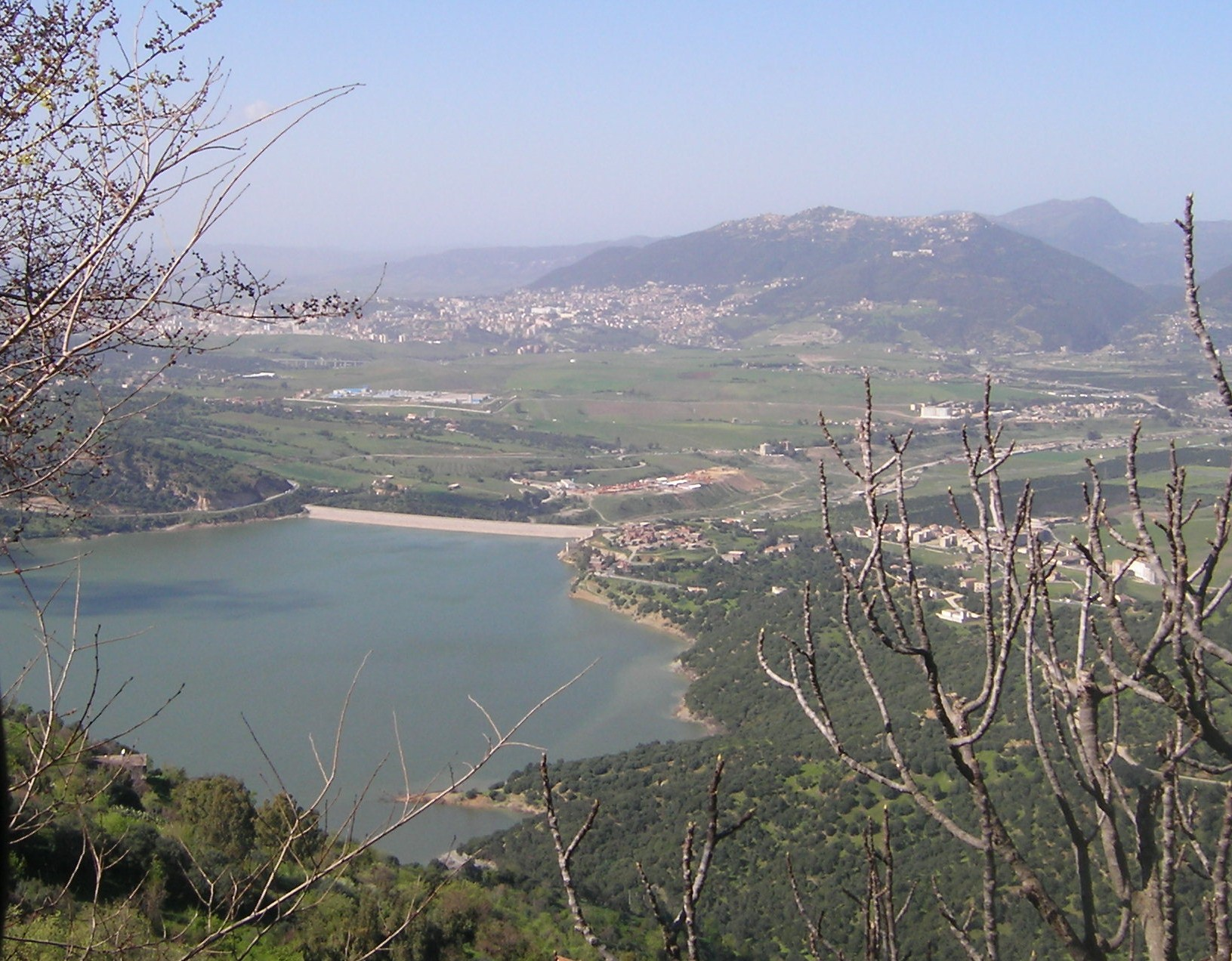
Depuis Tamazirt à Irdjen, vue sur le barrage de Taksebt et Tizi-Ouzou ville

La wilaya de Tizi Ouzou abrite les barrages suivants:
- Barrage de Taksebt[15].

Ces barrages font partie des 65 barrages opérationnels en Algérie alors que 30 autres sont en cours de réalisation en 2015.

## Institut national de recherche forestière
Cette wilaya abrite une station de recherche et d'expérimentation rattachée à l'Institut national de recherche forestière.

## Santé

### Secteur public
Le secteur public de santé se déploie, au titre de son action de distribution de soins au moyen du réseau constitué de :
- 1 CHU
- 8 Secteurs sanitaires
- 1 EHS spécialisé en psychiatrie
- 2 Écoles de Formations Para-Médicales, l’une à Tizi Ouzou et l’autre à Ain El-Hammam.

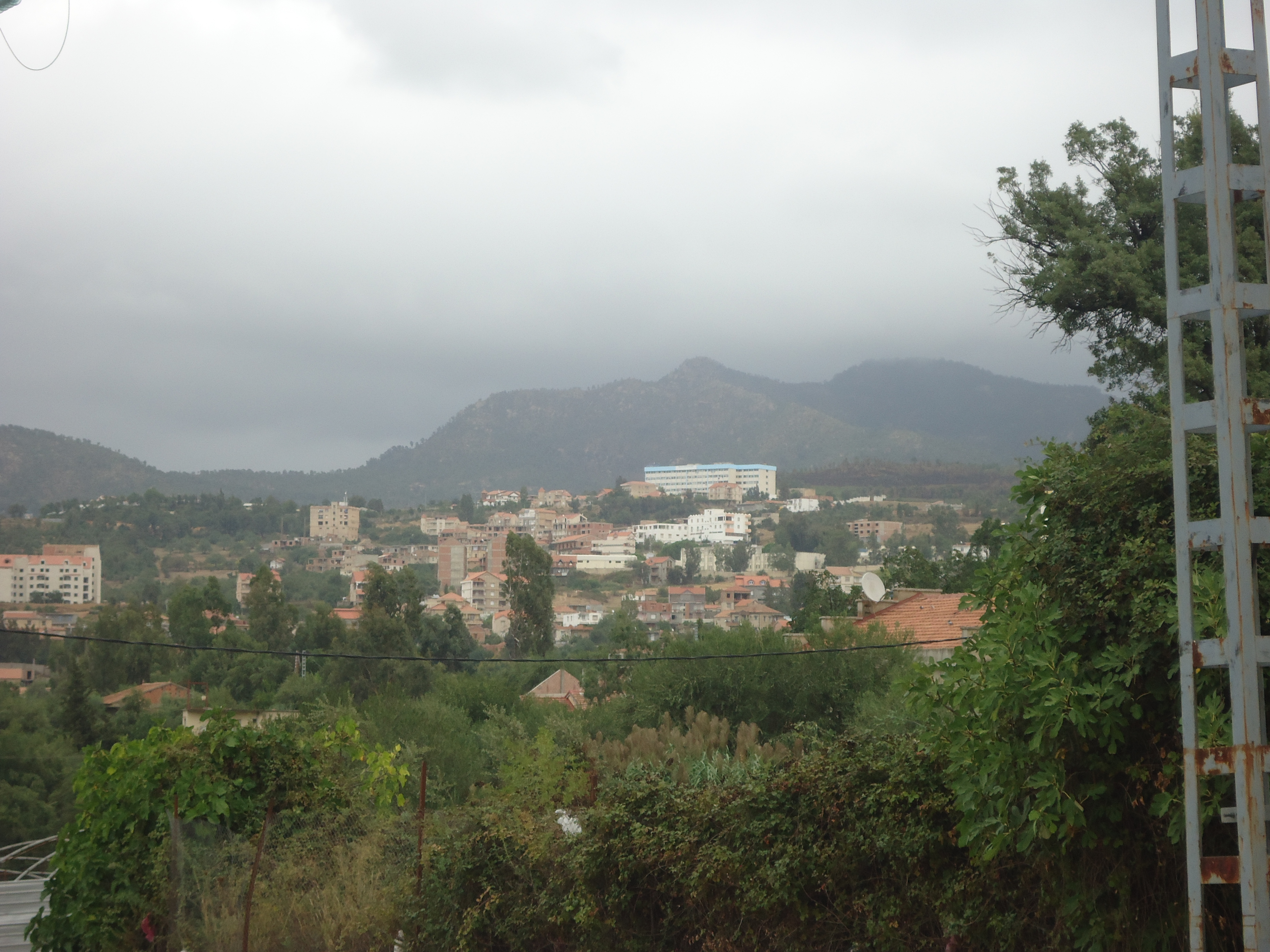
Vue sur l'EPH d'Azazga

### Les EPH (Établissements Publics Hospitaliers)
Huit (08) EPH sont actuellement opérationnels et ayant la consistance suivante :
| Hôpital             | Capacité (Lits) | Spécialisation          |
| ------------------- | --------------- | ----------------------- |
| Azazga              | 272             |                         |
| Draâ El Mizan       | 254             |                         |
| Aïn El Hammam       | 220             |                         |
| Larbaâ Nath Irathen | 157             |                         |
| Boghni              | 120             |                         |
| Draâ Ben Khedda     | 80              | Cardiologie pédiatrique |
| Tigzirt             | 60              |                         |
| Azeffoun            | 60              |                         |
| Total               | 1204            |                         |

À ce dispositif, ce rajoute :
| Établissement                                 | Établissement                                 | Capacité (Lits) | Localisation            |
| --------------------------------------------- | --------------------------------------------- | --------------- | ----------------------- |
| 01 CHU constitué de 2 unités hospitalières    | Hôpital Nedir Mohamed                         | 1033            | Tizi Ouzou              |
| 01 CHU constitué de 2 unités hospitalières    | Hôpital Sidi Belloua                          | 1033            | Redjaouna (Tizi Ouzou)  |
| 01 Clinique Dentaire                          | 01 Clinique Dentaire                          | -               | Tizi Ouzou              |
| 01 EHS spécialisé en Psychiatrie              | 01 EHS spécialisé en Psychiatrie              | 330             | Oued Aïssi (Tizi Ouzou) |
| 01 EHS S’Bihi spécialisé Gynéco – Obstétrique | 01 EHS S’Bihi spécialisé Gynéco – Obstétrique | 82              | M'Douha (Tizi Ouzou)    |
| Total                                         | Total                                         | 1145            | Tizi Ouzou              |

Les structures publiques hospitalières de la wilaya totalisent 2569 Lits et emploient un personnel de :
- 782 Médicaux
- 2468 paramédicaux[18]

### Les E.P.S.P (Établissement Public de Santé de Proximité)
Au nombre de huit (08) , ils se déploient à travers le territoire de la wilaya couvrant des aires géo-sanitaires et développent des soins de santé de base.
La cartographie des E.P.S.P est telle que rapportée ci-après :

## Transport

### Routes
La wilaya de Tizi Ouzou est desservie par plusieurs routes nationales:
- Route nationale 12: RN12 (Route de Tizi Ouzou).
- Route nationale 15: RN15 (Route de Chorfa).
- Route nationale 24: RN24 (Route de Béjaïa).
- Route nationale 25: RN25 (Route de Aïn Bessem).
- Route nationale 26: RN26 (Route de Tazmalt).
- Route nationale 30: RN30 (Route de M'Chedallah).
- Route nationale 33: RN33 (Route de Tikjda).
- Route nationale 34: RN34 (Route d'Adekar).
- Route nationale 68: RN68 (Route de Draâ El Mizan).
- Route nationale 71: RN71 (Route de Aïn El Hammam).
- Route nationale 72: RN72 (Route de Makouda).
- Route nationale 73: RN73 (Route de Freha).

Liste des Chemins wilayas 
Cw 48 : Tizi Ghennif , WILAYA DE bouira 
Cw 107 : TIZI Ghennif,  Mkira , Ait Yahia Moussa ex Oued Ksari 
Cw 4 : Draa el Mizan , Frikat , Bounouh , Boghni
Cw 128 : Boghni , Maatkas , Ain Zaouia, Tirmitine
Cw 147 : TIZI Ouzou,  Tirmitine,  Maatkas,  Souk el Tenine
Cw 2 : Tizi Ouzou,  Beni Zmenzer,  Souk el Tenine , Tizi N Tletha , Mechtras
Cw 100: Tizi Ouzou,  Beni Aissi , Beni Douala,  Ait Mahmoud,  Ouadhias
Cw 5 : Larbaa Nath Irathen , Tizi Rached 
Cw 1 : Benni Yenni , Larbaa Nath Irathen , Ait Oumalou , Tizi Rached 
Cw 11 : Yatafen,  Iboudraren, Ouacifs , Ait Toudert,  Agouni Gueghrane , Ouadhias
Cw 253 : Abi Youcef , Iferhounene,  Illilten , Illoula Oumalou 
Cw 9 : Souamaa,  Ait Yahia,  Imsouhal , Illoula Oumalou 
Cw 251 : Azazga,  Ifigha , Bouzguène , Ait Zikki , Wilaya de Bejaia       
Cw 159 : Yakouren , Zekri , Ait Chafaa
Cw 158 : Yakouren,  Akkerou,  Azeffoun 
Cw 7 : Azeffoun,  Aghribs 
Cw 252: Timizar,  Iflissen , Tigzirt
Cw 35 : Tizi Ouzou,  Ait Aissa Mimoun, Ouaguenoun,  Boudjima, Tigzirt 
Cw 3 : Sidi Naamane , Makouda , Mizrana 
Cw 225 : Sidi Naamane,  Tadmait , Wilaya de Boumerdes 
Cw 152: Wilaya de Boumerdes,  Ait Yahia Moussa 
Cw 174 : Ouaguenoun,  Freha 
Cw 98 : Freha , Timizar,  Aghribs 
Cw 150: Mekla , Ait Khelili,  Ait Yahia 
Cw 250: Ait Khelili,  Souamaa 
Cw129: Ait Yahia,  Souamaa 

### Ports maritimes
Le littoral de la wilaya de Tizi Ouzou comprend les deux ports suivants:
- Port d'Azeffoun (ar)
- Port de Tigzirt (ar)

## Sport

### Stades
Cette wilaya abrite plusieurs stades municipaux:
1. Stade Hocine-Aït-Ahmed
2. Stade du 1er-Novembre-1954
3. Stade Oukil-Ramdane

### Clubs
Cette wilaya abrite plusieurs clubs sportifs parmi les clubs de football en Algérie :
1. Jeunesse sportive de Kabylie
2. Union sportive Beni Douala
3. Jeunesse Sportive Azazga

## Économie

### Industries
- ENIEM Oued Aissi - le plus grand complexe d'électroménager.
- ENEL Freha - Complexe des équipements électriques.
- IRDJEN - Complexe de produits rouges.
- Complexe textile de  Draâ Ben Khedda
- complexe fabrications tracteurs agricoles de LD Azouaou à Tizi-Ouzou
- complexe Nordisk à Tizi Ouzou produira des antidiabétiques oraux
- Complexe de (produits laitiers) de Draâ Ben Khedda
- Complexe transformation plastique de Draâ El Mizan
- complexe Société Générale de Métal & Aluminium, Spa
- complexe d’imprimerie Aures Emballages   Draâ Ben Khedda
- Frigor : entreprise algérienne d'électroménagers, ZI Idir Aissat (Oued Aïssi).
- Leader Meuble TABOUKERT, Spa
- SPA GROUPE OSMOSE  Complexe Industriel de Fabrication de Détergents tala athmane
- Tifra Lait (produits laitiers) de Tigzirt
- YETI GLACES à Azazga une entreprise de glaciers et  chocolats
- GINI-GLACES à Fréha une entreprise de glacier
- usine IKAM AUTO INDUSTRIE. Fabricant De Pièces Automobiles
- entreprise Pâturages d’Algérie, complexe laitier
- Briqueterie IZERKHEF usine  fabrication de la Briques Rouge.
- La Briqueterie industrielle Amraoua usine  fabrication de la Briques Rouge.

### Pêche
La wilaya de Tizi-Ouzou dispose d’une façade maritime de 85 km de long soit 6 % de la côte algérienne. La frange maritime couvre cinq (05) communes (Tigzirt, Mizrana, Iflissen, Azeffoun et Aït Chafâa).
La zone de pêche réservée est de 8 185 km2 et la surface réservée à la pêche côtière est de 944,52 km2. Le potentiel halieutique est estimé à 26 000 tonnes dont 8 000 à 8 500 t de stock pêchable.

### Tourisme
- Si vous ne connaissez pas le sujet, laissez ce bandeau (vous pouvez alors contacter les auteurs).
- Si vous supprimez le contenu mis en cause (vous pouvez préalablement contacter les auteurs),

argumentez précisément cette suppression dans la page de discussion
(un manque de référence n'est pas un argument ; une recherche réelle de référence doit avoir été effectuée, être formellement documentée).
De par la variété de ses Richesses naturelles, la wilaya de Tizi-Ouzou est considérée comme une des régions les plus touristiques du pays. Elle renferme un potentiel naturel alternant entre un tourisme culturel, balnéaire (région côtière) et climatique (région de montagne) auquel il faut ajouter une richesse artisanale. La wilaya dispose d’un riche patrimoine archéologique dont une grande partie se trouve dans la zone côtière de Tigzirt et Azeffoun. Tigzirt a servi de site pour la construction d’une ville romaine. Parmi les restes du passage des romains on peut citer le Temple du Génie qui date du IIIe siècle et la Basilique chrétienne.
L’agglomération d’Azeffoun (l’antique RUSAZUS) également recèle des vestiges de l’époque romaine tels que les restes de muraille, conduite d’eau et d’importants thermes. Le massif du Djurdjura synonyme du massif kabyle constitue un immense gisement de pôles touristiques : Tala-Guilef, Lalla Khedidja, le lac d’Agoulmine, le Gouffre de Boussouil (1 259 m), la grotte du Macchabée, le Pic d’Azrou N’Thour, les cols de Tirourda (1 700 m) et de Kouilal (1 600 m) sont parmi les sites les plus connus du Parc national du Djurdjura, favorables à la pratique du tourisme de montagne (sports d’hiver, randonnées pédestres, l’alpinisme et la spéléologie). Les forêts de Yakouren et de Mizrana propices également pour les randonnées sportives, les séjours écologiques et culturels.
La faune endémique de la région est assez riche, celle de giboyeuse en particulier (Sangliers, lièvres, Perdrix, étourneaux, grives et divers oiseaux de proie). L’attraction principal reste sans doute le singe magot (Macacus Sylvana) très prolifique dans les forêts de Yakouren et dans le massif du Djurdjura.
- Présentation de la wilaya de Tlemcen sur le site du ministère Algérien de l'Intérieur et des collectivités locales
- La loi no 84-09 du 4 février 1984 relative à l’organisation territoriale du pays modifiée et complétée JO no 6 du 07 février 1984, Page 101 (Site officiel du ministère de l'intérieur)

## Personnalités

### Durant la Guerre d'indépendance algérienne
- Colonel Ali Mellah : D'origine de M'Kira Daira de Tizi Gheniff son nom de guerre Si Chérif est tombé au champ d’honneur le 31 mars 1957 a Ksar El Boukhari de Wilaya de Médéa , il est chef de la willaya 6 historique
- Lalla Fatma N'Soumer, dirige la résistance kabyle contre l'armée coloniale française.
- Colonel Mohammedi Said, militaire et homme politique.
- Krim Belkacem, chef historique du Front de libération nationale (FLN), chef de la délégation du GPRA lors des négociations des accords d'Evian ayant conduit à l'indépendance de l'Algérie.
- Colonel Amar Ouamrane, chef historique de la Wilaya IV "l'Algérois".
- Colonel Amirouche Aït Hamouda, Chef historique de la Wilaya III.
- Colonel Mohand Oulhadj, chef nationaliste de la wilaya III.
- Abane Ramdane, chef nationaliste, organisateur du Congrès de la Soummam.
- Aïssat Idir, figure du syndicalisme militant algérien et fondateur de l'UGTA
- Ahmed Zemirli, wali, militant nationaliste.
- Boufellah Arezki, militaire du Front de libération nationale (FLN)

### Personnalités politiques et économique
- Hocine Aït Ahmed, membre des 22 historique, un des principaux chefs du FLN, puis fondateur du FFS;
- Amar Imache, instigateur de la création de l'Étoile nord-africaine;
- Ferhat Mehenni, artiste et fondateur du MAK;
- Ahmed Ouyahia, ancien Premier ministre et ex-président du RND;
- Saïd Sadi, homme politique , militant du Printemps berbère, membre fondateur du RCD;
- Ali Yahia Abdennour, avocat, ancien ministre et ex président de la LADDH;
- Mustapha Bouchachi, avocat et ancien président de la LADDH;
- Rachid Hallet;
- Karim Tabbou, homme politique et ancien détenu d'opinion dans le cadre du Hirak;
- Saïd Slimani.
- Mohand Sidi Saïd : Président Afrique, Moyen-Orient et Asie de l’Est de Pfizer ( basé à New York )

### Artistes et écrivains
- Mouloud Feraoun, écrivain algérien d'expression française, ancien instituteur et directeur adjoint des CSE assassiné par l'OAS le 15 mars 1962.
- Ali Hammoutène, inspecteur de l'éducation nationale et ancien instituteur, directeur adjoint des CSE assassiné par l'OAS le 15 mars 1962
- Kamel Hamadi chanteur et auteur-compositeur
- Fadhma Aït Mansour Amrouche, écrivaine, mère de Jean et Taos Amrouche
- Si Mohand Ou Mhand, poète
- Ali Zamoum, écrivain, héros de la révolution.
- Mohammed Zmirli, artiste peintre algérien réaliste.
- Bâaziz Hammache, Artiste sculpteur algerien né en 1956 ;
- Hadj M'hamed El-Anka son vrai nom Halo mohamed-Idir grand maitre de la chanson et de la musique chaabies
- Idir, de son vrai nom Hamid Cheriet, artiste et intellectuel.
- Brahim Izri, artiste (auteur/compositeur/interprète).
- Lounès Matoub, chanteur reconnu du chaâbi algérien, défenseur de la culture berbère en Algérie.
- Mouloud Mammeri, écrivain, anthropologue et linguiste.
- Tahar Djaout, écrivain originaire de la commune d'Aït Chafâa.
- Lounis Aït Menguellet, chanteur, compositeur et poète algérien d'expression kabyle.
- Djaffar Aït Menguellet, chanteur, compositeur et poète algérien d'expression kabyle.
- Mohand Arab Bessaoud, un des fondateurs de l'Académie berbère de Paris, officier du FLN-ALN jusqu'à l'indépendance.
- Slimane Azem, poète et chanteur.
- M'hamed Issiakhem, artiste-peintre
- Cheikh El Hasnaoui poète et chanteur de l'émigration
- Moh-Said Oubelaid chanteur, auteur-compositeur
- Farid Ali, militant nationaliste, artiste, auteur de la célèbre chanson " a yemma sver our tsrou " (maman, résiste et ne pleure pas)
- Cherif Kheddam, professeur de musique, chanteur-compositeur
- Akli Yahiaten, chanteur, auteur-compositeur
- Nouara, diva de la chanson kabyle
- Farid Ferragui, chanteur auteur-compositeur
- Mohamed Bougaci, maître de la chanson comique kabyle
- Boudjemaâ El Ankis, chanteur de chaâbi algérien,
- Mohamed Hilmi comédien
- Hsissen, de son vrai nom Ahcène Larbi Benameur, chanteur auteur-compositeur d'origine du village Tizi-Ameur Boumahni
- Amar Ezzahi, chanteur de chaâbi algérien
- Rouiched, comédien
- Kheddim Hemiddouche, chanteur auteur compositeur.
- Karim Akouche : auteur écrivain

### Sportifs
- Abdelkader Khalef, ancien président de la JSK.
- Loucif Hamani, champion d'Afrique de boxe et numéro 1 africain pendant 10 ans.
- Mahieddine Khalef, ancien entraineur de la JSK et de l'équipe nationale algérienne
- Ali Fergani, capitaine de l'équipe d'Algérie au mondial 1982
- Youcef Atal, international algérien, champion d'Afrique en 2019
- Ali Idir, double champion d'Afrique de Judo
- Mohand Chérif Hannachi : Ancien Joueur et Président de la Jeunesse sportive de Kabylie

## Dates et références
1. ↑  « Population résidente des ménages ordinaires et collectifs selon la wilaya de résidence et le sexe et le taux d’accroissement annuel moyen (1998-2008) ». Données du recensement général de la population et de l'habitat de 2008 sur le site de l'ONS.
2. ↑  présidence, http://www.el-mouradia.dz/francais/algerie/geographie/geographie.htm
3. ↑  « RGPH 2008 : Population résidente par âge, par sexe et par wilaya » (consulté le 2 février 2020).
4. ↑  http://www.tiziouzou-dz.com/listes-walis.htm
5. 1 2  http://www.joradp.dz/FTP/Jo-Francais/1966/F1966034.pdf
6. 1 2  Décret présidentiel du 21 août 1991 portant nomination de walis (journal officiel du 4 septembre 1991), site joradp.dz, consulté le 16 février 2023.
7. 1 2 3  Décret présidentiel du 30 juin 1994, site joradp.dz, 30 juin 1994.
8. ↑  http://www.joradp.dz/FTP/jo-francais/1999/F1999058.pdf
9. ↑  http://www.joradp.dz/JO2000/2001/052/FP15.pdf
10. ↑  http://www.joradp.dz/jo2000/2006/019/FP6.pdf
11. ↑  http://www.joradp.dz/JO2000/2011/002/FP17.pdf
12. 1 2 3  Tizi-Ouzou : le nouveau wali s’engage "pleinement" à servir la collectivité, agence APS, 11 avril 2019.
13. 1 2 3  Le Président Tebboune opère un mouvement dans le corps des walis et walis délégués, site aps.dz, 25 août 2021.
14. 1 2 3  Le président de la République opère un mouvement partiel dans le corps des walis et walis délégués, site aps.dz, 5 novembre 2024.
15. ↑  « Mise en service en septembre », sur Djazairess (consulté le 2 février 2020).
16. ↑  « Algérie Presse Service - Le taux de remplissage des barrages dépasse les 72% (ministère) », sur aps.dz via Internet Archive (consulté le 14 octobre 2023).
17. ↑  « Plus de 5 milliards de m3 d’eau des barrages déversés en mer !: Toute l'actualité sur liberte-algerie.com »(Archive.org • Wikiwix • Archive.is • Google • Que faire ?), sur liberte-algerie.com (consulté le 2 février 2020).
18. ↑  « Présentation du secteur public de la santé », sur Wilaya de Tizi Ouzou.